# Paznaun

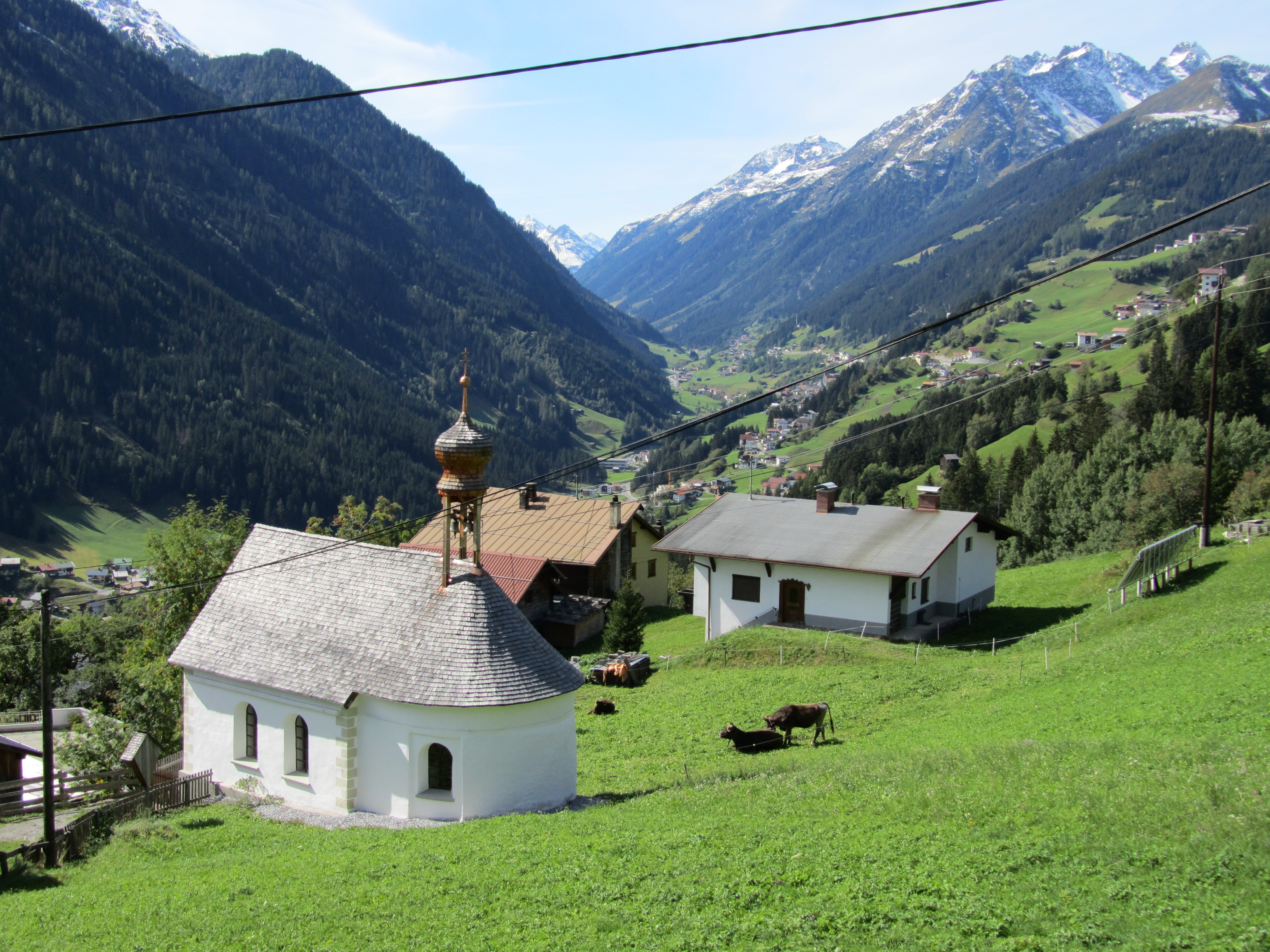
Údolí Paznaun, v popředí kostel Hl. Dreifaltigkeit

Paznaun je údolí v Tyrolsku v Rakousko, vedoucí na jihozápad od Pians (856 m) do horského průsmyku Bielerhöhe (2071 m) na hranici Vorarlberska a Tyrolska.
Údolím Paznaun protéká řeka Trisanna. Je obklopeno Centrálními krystalickými Alpami, konkrétně pohořím Verwall na severu, Samnaunskými Alpami na jihovýchodě a pohořím Silvretta na jihozápadě. Hlavními vesnicemi v údolí Paznaun jsou See (1050 m), Kappl (1226 m), Ischgl (1377 m) a Galtür (1586 m). Dnes je hlavní hospodářskou činností v údolí cestovní ruch, zejména zimní sporty. Každá z hlavních vesnic má svůj lyžařský areál, z nichž nejvýznamnější je středisko Ischgl. V Paznaun se nachází přes 60 kaplí.

## Historie
Horní Paznaun (Ischgl a Galtür) bylo pravděpodobně osídleno v 9. století Rétoromány z Engadinu přes průsmyky Fimber a Futschöl. Ačkoli oblast byla zpočátku pravděpodobně využívána pouze jako pastviny; pastviny Ida a Rafinalp v údolí Filbertal (Ischgl) jsou doloženy již koncem 11. století. Galtür byl kolem roku 1300 osídlen Valachy. Horní Paznaun dlouho patřilo také k hrabství Dolní Engadin a Vinschgau v Churrätienském vévodství a k panství Nauders. Ischgl a Galtür patřily do 16. století k Engadinu také jako církevní celky (farnosti Sins a Steinsberg). Dolní Paznaun (Kappl a See) bylo naopak osídleno ze Serfausu a Fiss. Tyto obce patřily k hrabství Oberinntal v Bavorském vévodství a později k panství Landeck. Od roku 1849 patřilo celé údolí Paznaun k landeckému panství a podle toho od vzniku politických okresů v roce 1868 k landeckému okresu.
Název údolí je poprvé zmiňován kolem roku 1275 jako Baschenowe. V pozdějších dokumentech se nazývá Paczenowe (1290), Patzenune (1315), Patznaun (1319) nebo Pazenun (1360). Od roku 1400 se nazývá Patznaun. V listině z roku 1383 k vysvěcení kostela v Galtüru je vallis que Cultura nuncupatur ("údolí, které se nazývá Cultura [= Galtür]") označeno jako annexa valli que dicitur Pazenowe ("spojené s údolím, které se nazývá Paznaun"), což naznačuje, že název Paznaun se původně nevztahoval na část kolem Galtüru. Vesnice Paznaun v obci Ischgl je pravděpodobně jednou z nejstarších osad v údolí a dala mu jméno.
Název údolní řeky se v historických záznamech střídá mezi Rosanna a Trisanna, ale teprve od vydání publikace Atlas Tyrolensis (1774) se pro řeku v údolí Paznaun důsledně používá název Trisanna.
Kvůli šíření viru SARS-CoV-2 v Rakousku byla 13. března 2020 na Paznaun uvalena karanténa, protože zejména v Ischglu bylo mnoho nakažených osob, zejména lyžařských rekreantů.